# Christ's Hope
Christ’s Hope Nederland is een stichting die als doel heeft het op een basis van samenwerking geven, doen geven en bevorderen van verschillende soorten hulp aan kinderen, jongeren en gezinnen in landen waar veel hiv-/aids-infecties voorkomen. De organisatie gaat daarbij uit van een christelijke levensovertuiging. Zij beoogt hierbij zorg te dragen voor een aanpak die afgestemd is op de maatschappelijke en godsdienstige oriëntatie van de jongeren en hun gezinnen.
De stichting verleent hulp onder de vlag van Christ’s Hope International en in samenwerking met zusterorganisaties in diverse andere landen.
Activiteiten zijn onder meer:
- financiële acties;
- het uit (laten) zenden van vrijwilligers;
- promotionele activiteiten;
- onderhouden van relaties met de internationale koepel;
- samenwerken met organisaties met verwante doelen.

## Doel en aanpak
Christ’s Hope ziet kinderen als meest kwetsbare aidsslachtoffers. Door deze kinderen te begeleiden wil de organisatie de cirkel van armoede en ziekte doorbreken. Christ’s Hope werkt vanuit een christelijke overtuiging. In het programma is aandacht voor de Bijbelse richtlijnen voor relaties, huwelijk en seks.
De kinderen worden na school overdag opgevangen in CarePoints: centrale plekken in de sloppenwijken waarin de kinderen wonen. Daar ontvangen ze zorg die zich richt op vier kerngebieden:
- Persoonlijke ontwikkeling: kinderen in het programma van Christ’s Hope hebben een persoonlijke mentor, ze krijgen sociale en emotionele begeleiding en er is ruimte voor sport en spel.
- Onderwijs: Christ’s Hope zorgt ervoor dat kinderen naar een lokale school kunnen gaan door, indien nodig, schoolgeld, schoolspullen en uniformen te bekostigen. In het CarePoint krijgen kinderen huiswerkbegeleiding, les in gezondheid en hygiëne en Bijbellessen.
- Zorg: in het CarePoint krijgen kinderen warme, voedzame maaltijden en Christ’s Hope zorgt ervoor dat de kinderen toegang hebben tot medische zorg.
- Leefomgeving: de medewerkers van Christ’s Hope werken samen met de ouders en verzorgers van de kinderen in het programma. Ze geven trainingen en voorlichting. Ook met scholen en kerken wordt vanuit de CarePoints samenwerking gezocht.

Met deze aanpak heeft Christ’s Hope als doel dat de kinderen in het programma een toekomst hebben met een baan en zonder aids.

## Werkgebied
Het hoofdkantoor van Christ’s Hope International (CHI) staat in Okahandja in Namibië (Afrika), waar de stichting ook staat geregistreerd. Daar is ook het werk gestart. Dit werk van de oprichter van CHI, Jos Holtzhausen, begon onder auspiciën van Youth for Christ. Christ’s Hope probeert regeringen, vrijwilligers, kerken, donateurs en andere organisaties samen te brengen om met elkaar op basis van het Evangelie de dreiging van aids het hoofd te bieden.
Christ’s Hope is vertegenwoordigd in Afrika in Namibië, Zambia, Tanzania en Kenia en de Democratische Republiek Congo. In Europa is Christ’s Hope geregistreerd in Nederland, België, Duitsland en Groot-Brittannië. Christ’s Hope is ook in een aantal staten van de VS vertegenwoordigd. In Canada is het werk in wording.

## Nederland
Christ's Hope Nederland is sinds maart 2019 een Erkend Goed Doel. Het doel van de Nederlandse organisatie is om het werk in de Afrikaanse landen te steunen met geld (door zelf acties te organiseren en andere organisaties aan te moedigen hetzelfde te doen), goederen en vrijwilligers (zowel kort- als langverbanders). Twee keer is er een jongerenreis naar Namibië geweest. Met giften uit Nederland is een kinderhuis in Oshikuku gebouwd en ingericht. In samenwerking met Sports Witnesses zijn er sportclinics gegeven door min of meer bekende sporters, waaronder marathonschaatser René Ruitenberg. Ook stimuleert Christ's Hope gebed rond projecten en probleemsituaties door regelmatig gebedsbrieven te sturen aan abonnees.